# Cogan-Reese-Syndrom
Das Cogan-Reese-Syndrom ist eine sehr seltene Form des iridokornealen endothelialen Syndromes mit den Hauptmerkmalen Atrophie, Farbänderung und Knötchenbildung der Iris und Hornhautdystrophie.
Synonyme sind: Naevus-iridis-Syndrom; Irisnävus-Syndrom; englisch NUDE-Syndrom (nodular, unilateral glaucoma, Descemet‘s membrane, endothelial)
Die Namensbezeichnung bezieht sich auf die Erstautoren der Beschreibung aus dem Jahre 1969 durch die US-amerikanischen Ophthalmologen David Glendering Cogan (1908–1993) und Algernon B. Reese (1896–1981).
Die Erstbeschreibung stammt wohl von Berta A. Klien aus dem Jahre 1941.

## Verbreitung
Häufigkeit und Ursache sind nicht bekannt.

## Klinische Erscheinungen
Klinische Kriterien sind:
- Iris-Heterochromie (braun-heterochrom) mit zahlreichen pigmentierten Zellnestern der Irisvorderfläche
- tröpfchenförmige Auflagerungen (Cornea guttata)
- einseitiges Glaukom
- Hornhautödem
- Ektopie der Pupille und der Uvea
- sektorförmige Atrophie
- periphere vordere Synechien

## Differentialdiagnose
Abzugrenzen sind die anderen Formen des  iridokornealen endothelialen Syndromes.
Dabei ist beim Cogan-Reese-Syndrom die Irisatrophie meist schwächer, das Glaukom jedoch meist stärker ausgeprägt.